# راي مونتجومري (لاعب كرة قاعدة)
راي مونتجومري (بالإنجليزية: Ray Montgomery)‏ هو لاعب كرة قاعدة أمريكي، ولد في 8 أغسطس 1969 في برونكسفيل في الولايات المتحدة.

## وصلات خارجية
- راي مونتجومري على موقعبيزبول رفرنس.كوم (الدوري الرئيسي) (الإنجليزية)
- راي مونتجومري على موقعبيزبول رفرنس.كوم (الدوري الثانوي) (الإنجليزية)